# 索沃泰尔 (上比利牛斯省)
索沃泰尔（法語：Sauveterre，法語發音：[sovtɛʁ]）是法国上比利牛斯省的一个市镇，属于塔布区。

## 地理
索沃泰尔（43°28'29"N, 0°6'25"E）面积10.38 平方千米，位于法国奧克西塔尼大區上比利牛斯省，该省份为法国西南部内陆省份，北至热尔省，西接大西洋比利牛斯省，南与西班牙接壤，东临上加龙省。
与索沃泰尔接壤的市镇（或旧市镇、城区）包括：欧里耶巴、圣瑞斯坦、拉菲托勒、莫布尔盖、蒙福孔。

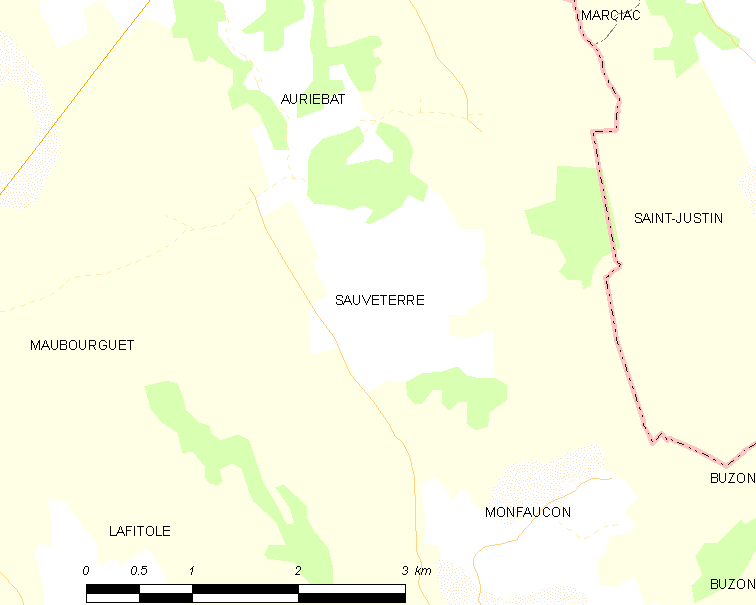
的OSM定位图

索沃泰尔的时区为UTC+01:00、UTC+02:00（夏令时）。

## 行政
索沃泰尔的邮政编码为65700，INSEE市镇编码为65412。

## 政治
索沃泰尔所属的省级选区为阿杜尔河谷-吕斯唐-马迪拉奈县。

## 人口

1962-2008年间人口变化图示

索沃泰尔于2022年1月1日时的人口数量为159人。